# Sutkowo
Sutkowo (biał. Суткова; ros. Сутково; hist. Sutków) – wieś na Białorusi, w rejonie łojowskim obwodu homelskiego, około 13 km na północny zachód od Łojowa, nad Dnieprem.

## Historia
W czasach I Rzeczypospolitej wieś leżała na terenie powiatu rzeczyckiego. Klucz łojowski został w XVI wieku nadany przez króla Zygmunta Augusta swojemu dworzaninowi Bazylemu Judyckiemu. W rękach tej rodziny majątek był przez następne 300 lat. Kolejnym znanym właścicielem Łojowszczyzny był prawnuk Bazylego Stanisław Michał Judycki (zm. w 1701 roku), wojski i podkomorzy rzeczycki, po nim jego syn Antoni Judycki (zm. w 1729 roku), marszałek i podkomorzy rzeczycki, po nim – jego syn Michał Judycki (zm. w 1759 roku), kasztelan miński, marszałek Trybunału Litewskiego. Kolejnym właścicielem tego klucza był młodszy syn Michała, Józef Judycki (1719–1797). 
Wieś magnacka położona była w końcu XVIII wieku w hrabstwie łojowskim w powiecie rzeczyckim województwa mińskiego.
Ostatnim właścicielem Łojowszczyzny w męskiej linii Judyckich był syn Józefa, Józef Judycki (zm. w 1841 roku), który nie miał synów. Józef-senior wydzielił Sutków z klucza i przekazał go swojemu starszemu synowi, Stanisławowi, bratu Józefa. Stanisław zmarł jednak w 1828 roku i pozostawił wieś swójej córce Julii (zm. w 1839 roku). Julia, wychodząc za N. Rudziejewskiego, wniosła Sutków do majątku męża. Ich syn, Henryk Rudziejewski, sprzedał w 1870 roku wieś niejakiej Czajkowskiej, od której wkrótce odkupił ją Baranowski, również o nieznanym dziś imieniu. Był on prawdopodobnie ostatnim właścicielem Sutkowa.
Po II rozbiorze Polski w 1793 roku dobra te znalazły się w Imperium Rosyjskim. Po rewolucji październikowej wieś znalazła się na terenie ZSRR, od 1991 roku – na terenie Białorusi. 

## Relacja z sąsiednią wsią Piaredziełką
Odległa od majątku o 1,5 km wieś Piaredziełka (błr. Пярэдзелка; ros. Переделка) zaczęła się w XX wieku znacznie szybciej rozwijać i z czasem Sutków stał się jej częścią. W 1926 roku wieś Piaredziełka stała się siedzibą sielsowietu (była nią do 2009 roku). W 1930 roku ruszył tu kołchoz, działały 2 kuźnie. W 1959 roku działał tu sowchoz „Dnieprowski”. W latach 1987–1991 we wsi (w Sutkowie) wybudowano 88 domów, w których zamieszkały osoby ewakuowane w wyniku katastrofy elektrowni jądrowej w Czarnobylu, co powoduje, że Sutków (obecnie Sutkowo) zaczyna odzyskiwać swoją tożsamość. Zgodnie ze spisem miejscowości Białorusi Sutkowo jest osobną wsią.
W 1795 roku mieszkało we wsi 166 osób. W połowie XIX wieku działał we wsi młyn wodny. Zgodnie ze spisem z 1897 roku we wsi była kaplica, szkoła i karczma. Obecnie w Piaredziełce mieści się kilka zakładów rzemieślniczych, fabryka krochmalu, szkoła średnia, szpital, leśniczówka. W drugiej połowie XIX wieku wybudowano tu drewnianą cerkiew, która istnieje do dziś.

## Pałac
Rudziejewski zbudował w Sutkowie na początku XIX wieku rozległy klasycystyczny pałac na wysokim brzegu Dniepru. Główny korpus budynku miał dwukondygnacyjną dziewięcioosiową elewację. Po obu stronach (frontowej i ogrodowej) w centralnej części budynku istniały czterokolumnowe portyki w wielkim porządku podtrzymujące trójkątne szczyty. W połowie swych wysokości oba portyki miały duże balkony z żeliwnymi, ozdobnymi balustradami. Po obu stronach budynku poprowadzono parterowe galerie, będące przedłużeniami jego skrzydeł, które łączyły pałac z poprzecznie ustawionymi prostokątnymi parterowymi pawilonami.
Wnętrze pałacu miało układ dwutraktowy. W przedniej, centralnej części znajdował się duży westybul, a od strony ogrodu – wielki salon na obu kondygnacjach.
Elewacja ogrodowa skierowana była ku wschodowi, gdzie niedaleko znajdował się urwisty brzeg Dniepru. Duży ogród założono na północ od pałacu. Aleja wjazdowa do pałacu (od zachodu) miała 1 km długości i obsadzona była starymi lipami, przechodziła przez sad owocowy i dochodziła do wielkiego gazonu przed pałacem. 
W XX wieku pałac służył przez wiele lat jako szkoła (pałac nazywany jest Sutkowską szkołą). W pierwszej dekadzie XXI wieku dokonano generalnej renowacji pałacu. Częściowo zachował się również park i jedna z oficyn. W pałacu mieści się obecnie szkoła. Pałac jest kulturalno-historycznym zabytkiem Białorusi o numerze identyfikacyjnym 312Г000489.
Majątek w Sutkowie jest opisany w 1. tomie Dziejów rezydencji na dawnych kresach Rzeczypospolitej Romana Aftanazego.